# Lampides armeniensis
Lampides armeniensis är en fjärilsart som beskrevs av Gerhard 1882. Lampides armeniensis ingår i släktet Lampides och familjen juvelvingar. Inga underarter finns listade i Catalogue of Life.